# Marta e Gianluca
Marta e Gianluca sono un duo comico formato da Gianluca De Angelis e Marta Zoboli. 
Il gruppo nasce come trio nel 2010 con il nome di Sagapò, fondato da Zoboli insieme a De Angelis e Gianmarco Pozzoli, questi ultimi già attivi come duo da oltre dieci anni. Nel 2012 Pozzoli lascia il gruppo, da allora De Angelis e Zoboli si presentano con il nome attuale.

## Storia
Pozzoli e De Angelis si incontrano per la prima volta nel 1997 al Laboratorio di cabaret Scaldasole di Milano, la loro prima apparizione in televisione risale al 1998 nel programma Scatafascio in onda su Italia 1. Nel 1999 partecipano entrambi al programma Rido su Rai 2, poi nel 2000 decidono di formare un vero e proprio gruppo.
Partecipano come comici a Convenscion su Rai 2 e nella primavera 2001 prendono parte a Zelig Off. Nel gennaio 2005 entrano a far parte di Zelig Circus,  successivamente approdano a Paperissima Sprint con il loro spazio comico. Da dicembre 2006 sono nel cast fisso di Geppi Hour su Sky Show, per poi approdare a Colorado.
Singolarmente Gianmarco gira diversi spot e fa parte del cast di Scorie e della fiction Un passo dal cielo, mentre Gianluca partecipa a diversi spettacoli teatrali.
Dal 2010 il duo ritorna a Zelig insieme a Marta Zoboli come i Sagapò.

### Dal 2012: Marta e Gianluca
Nel 2012, sempre a Zelig, Gianmarco Pozzoli non compare assieme al gruppo; Marta Zoboli e Gianluca De Angelis abbandonano il nome Sagapò, formando così il duo Marta e Gianluca. Nel 2015 Marta e Gianluca conducono la seconda edizione di Extra Show su Mediaset Extra e partecipano come ospiti alla puntata finale del Festival di Sanremo 2015 condotto da Carlo Conti. Nell'estate dello stesso anno sono ospiti fissi del quiz show Gli italiani hanno sempre ragione. A Sanremo 2016 sono presenti in tutte le serate interpretando i coniugi Salamoia. Nel novembre del 2021 tornano ad esibirsi a Zelig con il loro personaggio.
Intanto nel 2020 Marta Zoboli compare nella serie Tutta colpa di Freud, l'anno seguente nel film Mollo tutto e apro un chiringuito, nel 2025 affianca Angelo Pintus in Dove osano le cicogne e prende parte a LOL - Chi ride è fuori. In coppia invece prendono parte a Comedy Match di Katia Follesa sul Nove.

## Filmografia

### Cinema
- Mollo tutto e apro un chiringuito regia di Pietro Belfiore (2021) - Solo Marta Zoboli
- Dove osano le cicogne regia di Fausto Brizzi (2025) - Solo Marta Zoboli

### Televisione
- Tutta colpa di Freud regia di Rolando Ravello (2021) - Solo Marta Zoboli

## Radio
- Giovedì night live
- 105 Chips (solo Gianluca)

## Teatro
- Cinici comici acrobatici
- Ciò che mi diverte
- Vite vere compresa la vostra, tributo a Beppe Viola
- Cronache di città
- Io e Gianlu